# Форже, Мишель
Мишель Форже (р. 27 февраля 1942 года) — канадский франкоязычный актёр театра и кино из Квебека. Российским телезрителям он наиболее известен по главной роли в эротической мелодраме «Книга чувств».

## Биография
После изучения правоведения в Великобритании, затем учился ещё год в профессиональной театральной школе. С 1973 года стал актером театра Квебека. 
Снимается в кино с 1974 года, позднее стал сниматься в телевизионных фильмах. В 1982 году он стал продюсером летнего театра, ставил в нём различные спектакли.
В 1988 году он основал фонд «Fondation des Sans Abri de Montréal», президентом которого он является. Фонд занимается сбором средств для помощи организациям, работающим с бездомными. Кроме того, каждый год Мишель Форже организует благотворительные турниры по гольфу. 

## Награды
- Жемо (1990)
- Жемо (1996)
- Джини (2002) (номинация)